# Klismos

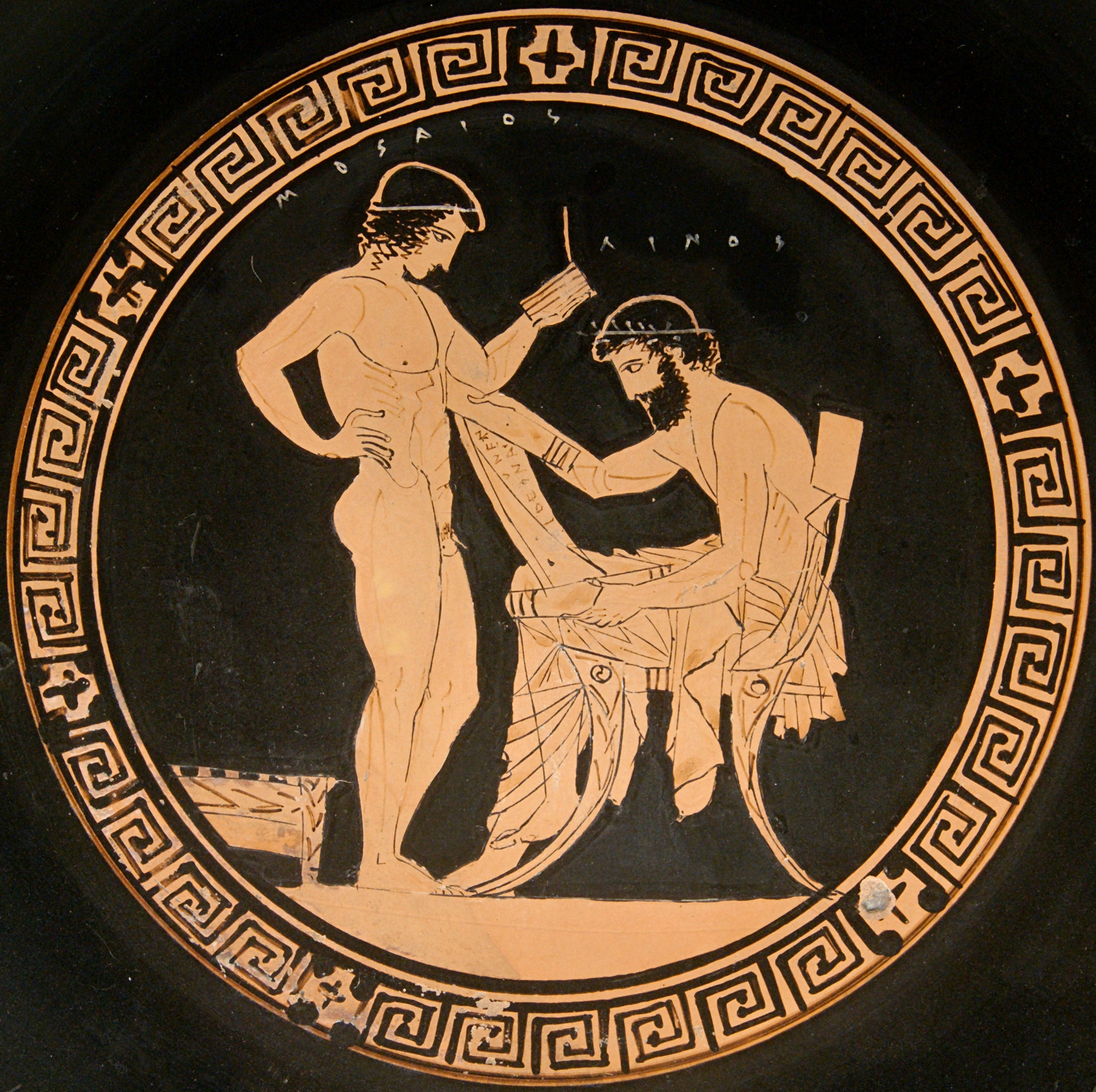
Schulszene auf einer attisch-rotfigurige Schale des Eretria-Malers, um 440/35 v. Chr. Der lesende Lehrer Linos sitzt auf einem Klismos, vor ihm steht der Schüler Mousaios.

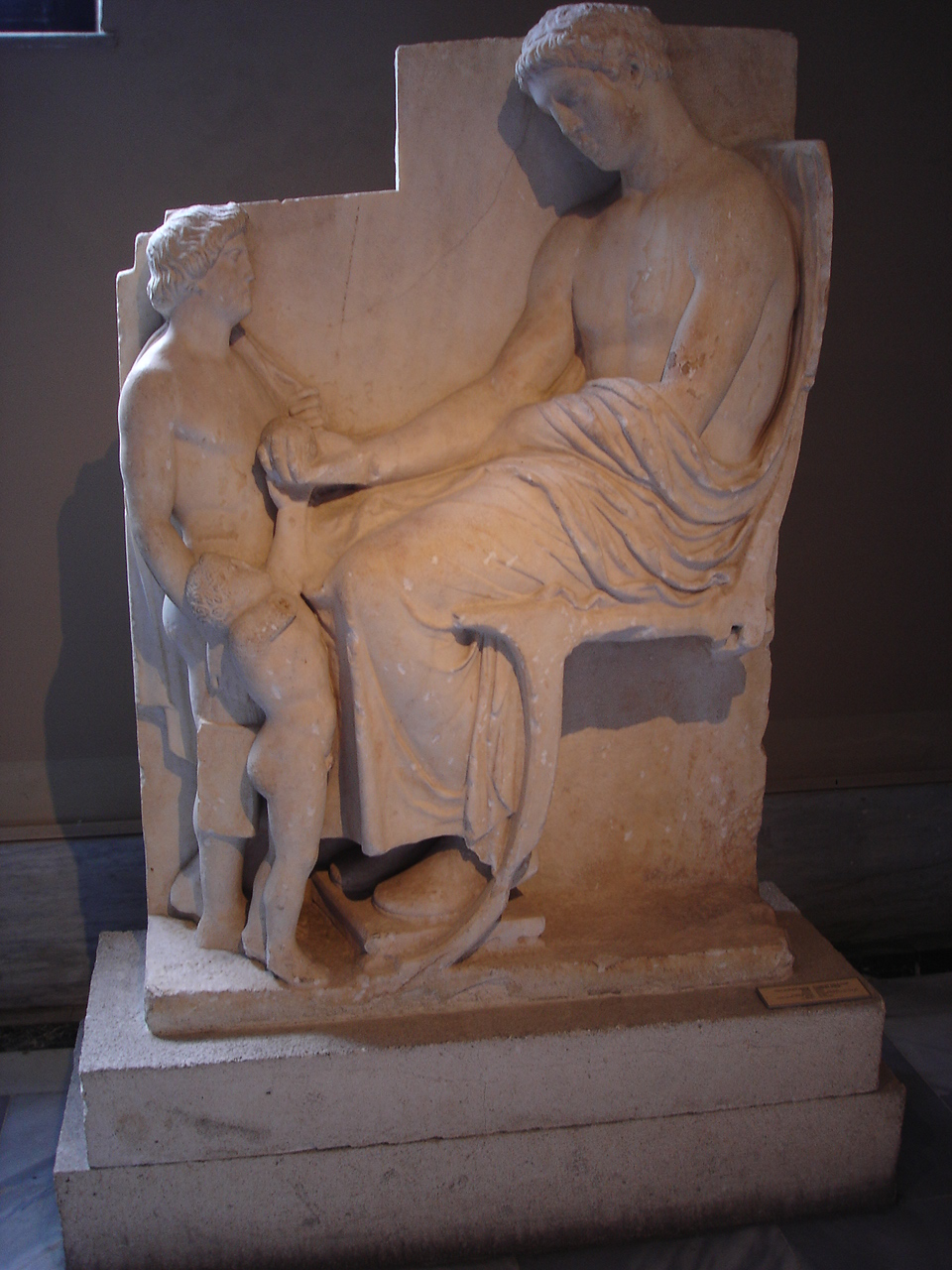
Griechische Grabstele aus dem 5. Jahrhundert v. Chr. aus Samsun: Abschiedsszene, bei der sich der auf einem Klismos sitzende Verstorbene von einer Dienerfigur verabschiedet.

Ein Klismos (altgriechisch: κλισμός; lateinisch: cathedra) ist eine Sitzgelegenheit aus der Antike. Er wurde bereits im fünften Jahrhundert vor Christus entwickelt. Typisch für den Klismos sind eine leicht gebogene Rückenlehne und gebogene Stuhlbeine mit nach außen gerichteten Füßen. Er gilt als eines der frühesten Beispiele für ein Design, bei dem ergonomische Gesichtspunkte eine Rolle spielen.
Beim Klismos handelt es sich um einen hohen Stuhl ohne Armlehne, aber mit einer breiten, ausladenden Rückenlehne. Schon seit Homer ist diese Form des Stuhls als Sitzgelegenheit von vornehmen Personen, Heroen und Göttern belegt. Sowohl in der griechischen als auch in der römischen Kunst findet sich der Klismos in solchen Szenen. Daneben sieht man ihn auch häufig in Schul- und Hausgemachszenen sowie in anderen Alltagsdarstellungen. Zum bequemen Sitzen werden häufig auch Fußstützen wie Schemel oder Fußkissen gezeigt. Außerdem sieht man des Öfteren, wie die sitzende Person zur Entspannung ihren Arm auf die Rückenlehne legt. Eine einfachere Sitzgelegenheit ist der Diphros.
Der Klismos wurde etwa bis ins fünfte Jahrhundert nach Christus gebaut. Im Klassizismus griff man auf diesen Entwurf wieder zurück. Der Architekt Jean-Jacques Lequeu ließ ihn 1786 nachbauen, um das im „etruskischen Stil“ eingerichtete hôtel Montholon damit auszustatten. Die Ausstattung ist – anders als die aquarellierten Zeichnungen der Ausstattung – nicht erhalten geblieben. Weitere Stühle, die in Paris in diesem Design gebaut wurden, waren für den Maler Jacques-Louis David bestimmt und wurden von Georges Jacob 1788 gebaut. Sie dienten als Staffage für die historischen Gemälde Davids.